# Otto Göbl
Otto Göbl (Ohlstadt, 16 de septiembre de 1936-Ohlstadt, 17 de julio de 2009) fue un deportista alemán que compitió para la RFA en bobsleigh en las modalidades doble y cuádruple. Ganó cuatro medallas en el Campeonato Mundial de Bobsleigh entre los años 1958 y 1962.

## Palmarés internacional
| Campeonato Mundial | Campeonato Mundial           | Campeonato Mundial | Campeonato Mundial |
| Año                | Lugar                        | Medalla            | Prueba             |
| ------------------ | ---------------------------- | ------------------ | ------------------ |
| 1958               | Garmisch-Partenkirchen (RFA) | Medalla de plata   | Cuádruple          |
| 1959               | Sankt Moritz (Suiza)         | Medalla de bronce  | Cuádruple          |
| 1960               | Cortina d'Ampezzo (Italia)   | Medalla de plata   | Doble              |
| 1962               | Garmisch-Partenkirchen (RFA) | Medalla de oro     | Cuádruple          |